# Gandurejo
Gandurejo is een bestuurslaag in het regentschap Temanggung van de provincie Midden-Java, Indonesië. Gandurejo telt 4877 inwoners (volkstelling 2010).